# Hollywood Cops
Hollywood Cops ist ein Film von Ron Shelton aus dem Jahre 2003. Die Hauptrollen spielen Harrison Ford und Josh Hartnett. Der Film ist eine Mischung aus Actionthriller und Komödie.

## Handlung
Im Freeway Club von Hollywood wird das aufstrebende Rap-Quartett H2OKlick durch zwei vermummte Killer ermordet. Mit der Aufklärung des Vierfach-Mords wird der erfahrene Polizist Joe Gavilan beauftragt, dem seit vier Monaten der schießschwache Neuling K.C. Calden als neuer Partner zugeteilt ist. Beide hängen nicht mit Leidenschaft an ihrem Beruf, sondern stecken wesentlich mehr Energie in andere Tätigkeiten, die ihre Ermittlungen schon mal behindern. Gavilan versucht, mit Immobiliengeschäften seine gesamten Ersparnisse zu retten, während der schüchterne Calden nebenbei als Yoga-Lehrer arbeitet und seinen Traum verfolgt, Schauspieler zu werden. Er setzt auf einen Auftritt mit einer Laienspielgruppe als Stanley in Tennessee Williams’ Endstation Sehnsucht als Sprungbrett für eine große Karriere, hat aber Probleme, sich seinen Text einzuprägen.
Im Laufe der Ermittlungen werden die beiden persönlich in den Kriminalfall verwickelt. Lt. Bennie Macko von der Abteilung für Interne Ermittlung findet heraus, dass seine ehemalige Partnerin nun mit Gavilan zusammen ist. Calden wiederum erhält die Gelegenheit, die Ermordung seines Vaters, der ebenfalls Polizist war, erneut zu untersuchen.
Es stellt sich heraus, dass der Präsident der Plattenfirma, Sartain, bei der die Musiker unterschreiben wollten, die Morde in Auftrag gegeben hat, um zu verhindern, dass die erfolgreiche Gruppe sein Label verlässt und andere Künstler von ähnlichen Schritten abzuschrecken. Als Sartain sich bei der Verhaftung zur Wehr setzt, stürzt er aus einem Hochhaus. Calden kann auch den Mörder seines Vaters stellen, Leroy Wasley. Es war der alte Partner von Caldens Vater, der mit ein paar Dealern unter einer Decke steckte.
Calden präsentiert sich schließlich mit Endstation Sehnsucht vor einigen Produzenten, doch ein Fall ruft ihn und Gavilan aus der Vorstellung. Er will nun aber sowieso lieber Cop als Schauspieler sein.

## Einspielergebnis
Der Film spielte bei einem geschätzten Budget von 75 Millionen US-Dollar weltweit 51 Millionen US-Dollar ein.

## Ausstrahlung in Deutschland
In Deutschland lief die Free-TV-Premiere am 28. Mai 2006 auf ProSieben. Diese verfolgten insgesamt 2,73 Millionen Zuschauer bei 8,1 Prozent Marktanteil. In der werberelevanten Zielgruppe betrug der Marktanteil 14,9 Prozent durch 2,17 Millionen Zuschauer.

## Kritiken
James Berardinelli verspottete den Film auf ReelViews als Dead On Arrival. Er schrieb, die Darstellung von Harrison Ford wäre von seinen besten Rollen weit entfernt, Josh Hartnett würde im Film „desinteressiert“ („disinterested“) wirken.
Peter Bradshaw vom Guardian bezeichnete den Film als „uninspiriert“, er sei weder lustig noch aufregend.
Für Nev Pierce von der BBC kam der Film zehn Jahre zu spät, er habe die Zeit der Buddy-Movies verpasst. Er lobte aber die Dialoge und die Charaktere, die den Film letztlich retten würden und einen Vergleich mit den Filmen der Lethal-Weapon-Reihe erlaubten.

„Buddy-Movie, das seine Krimihandlung durch humoristische Elemente und viel Selbstironie komödiantisch grundiert. Überzeugende Darsteller und eine punktgenaue Inszenierung erlauben, einem ausgereizten Genre Neues abzugewinnen. Zugleich wird das liebevolle Porträt der Stadt Los Angeles samt ihrem naiv-optimistischen Lebensgefühl gezeichnet.“

## Weiteres
- Das ehemalige Monty-Python-Mitglied Eric Idle hat zu Beginn des Films einen Cameo-Auftritt als eine prominente Persönlichkeit („Wissen sie nicht, wer ich bin?“), die wegen sittenwidrigen Verhaltens festgenommen wurde.